# Liste des monuments nationaux de Beaufort
Cette liste contient les immeubles et objets de la commune de Beaufort classés monuments nationaux ou inscrits à l’inventaire supplémentaire.
| Monument                                            | Commune                                      | Section  | Adresse           | Coordonnées                      | Protection | Date              | Illustration                     |
| --------------------------------------------------- | -------------------------------------------- | -------- | ----------------- | -------------------------------- | ---------- | ----------------- | -------------------------------- |
| Ancien et nouveau château de Beaufort               | Beaufort                                     | Beaufort | Rue du Château    | 49° 50′ 01″ nord, 6° 17′ 12″ est | Classé MN  | 16 septembre 1988 | Château de Beaufort              |
| Chapelle Saint-Donatus                              | Beaufort                                     | Beaufort | Rue du Château    | 49° 49′ 58″ nord, 6° 17′ 01″ est | Classée MN | 16 septembre 1988 | Chapelle Saint-Donatus           |
| Chapelle « Klaischen »                              | Beaufort                                     | Beaufort | Route d'Eppeldorf | 49° 50′ 39″ nord, 6° 17′ 11″ est | Classée MN | 31 juillet 1968   | Chapelle « Klaischen »           |
| Maison                                              | Beaufort                                     | Beaufort | 3 rue du Bois     | 49° 50′ 01″ nord, 6° 17′ 22″ est | Classée MN | 13 mars 2009      | Maison, 3 rue du Bois            |
| Région touristique du Hallerbach et du Haupeschbach | Beaufort également sur commune de Waldbillig |          |                   | 49° 49′ 26″ nord, 6° 17′ 46″ est | Classée MN | 6 janvier 1938    | Région touristique du Hallerbach |

Légende : Classé MN – Immeubles et objets classés monuments nationaux / Inscrit IS – Immeubles et objets inscrits à l’inventaire supplémentaire